# Moglie

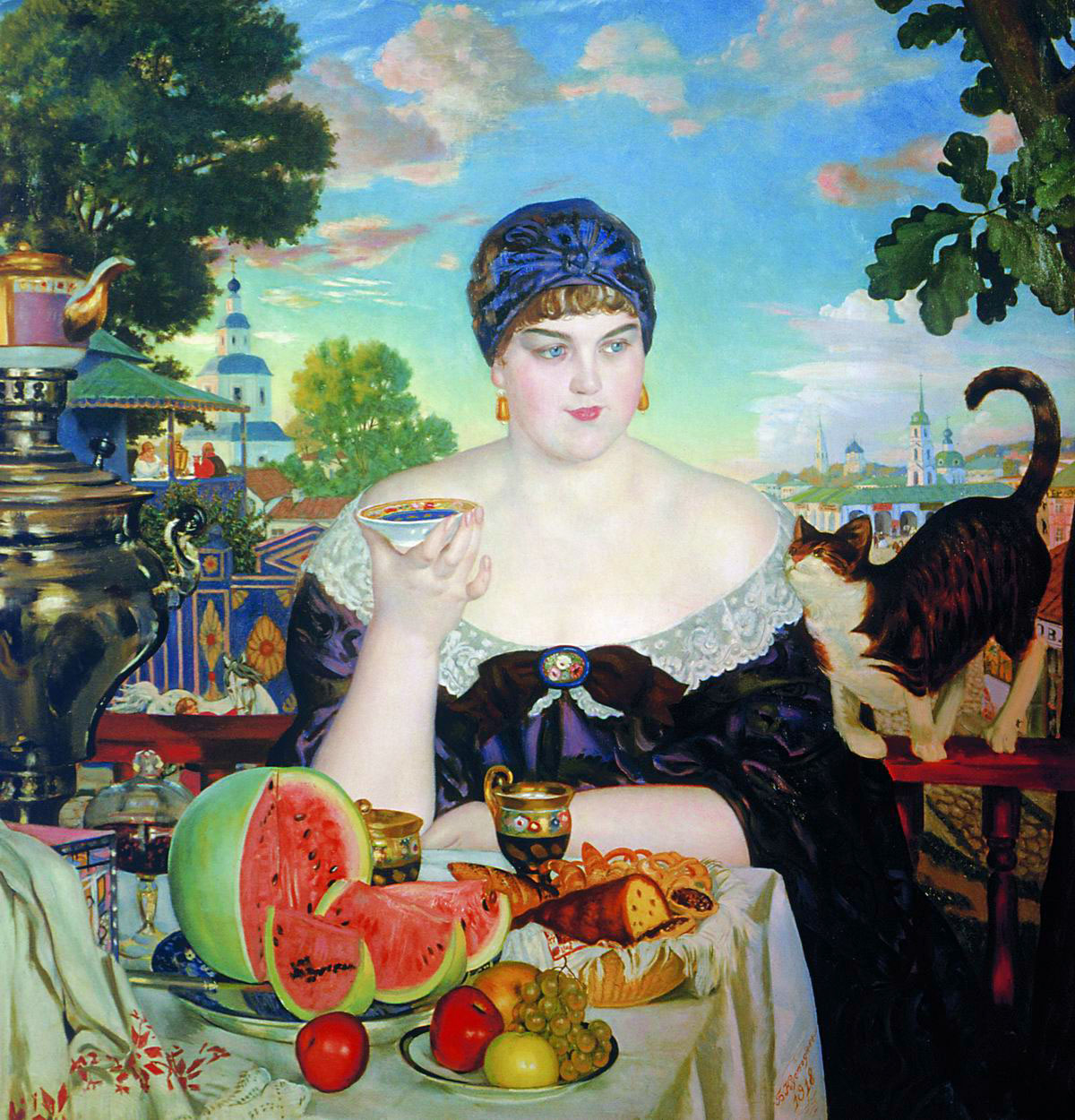
La moglie del mercante di Boris Kustodiev (1918)

La moglie (dal latino mŭlier = "donna") è una donna unita in rapporto coniugale. Ella può essere chiamata anche coniuge o sposa.

## Descrizione
Il termine viene utilizzato nei confronti di una donna fino a che non si separa da suo marito o da sua moglie, quindi fino a che il matrimonio giunge al termine in seguito a un divorzio legalmente riconosciuto. Nel caso di morte del/della partner, la moglie assume automaticamente l'appellativo di vedova.
I diritti e i doveri della moglie, così come il suo status nella comunità, variano tra le diverse culture e sono variati nel corso del tempo.

## Etimologia inglese
La parola è di origine germanica, dal proto-germanico *wībam, "donna". Nell'inglese medio aveva la forma wif e nell'inglese antico wīf, " donna o moglie". È correlato al tedesco moderno Weib (donna, femmina), e al danese viv (moglie, di solito poetica); Il significato originale della parola "wife" come semplicemente "donna", estranea al matrimonio o al marito/moglie, è conservato in parole come "midwife" (ostetrica), "goodwife" (solitamente abbreviato Goody, usata prima dell'arrivo delle parole "Mrs.", "Miss" e "Ms."), "fishwife" (pescivendola) e "spaewife" (un termine in lingua scozzese per una donna che predice il futuro).

## Riepilogo

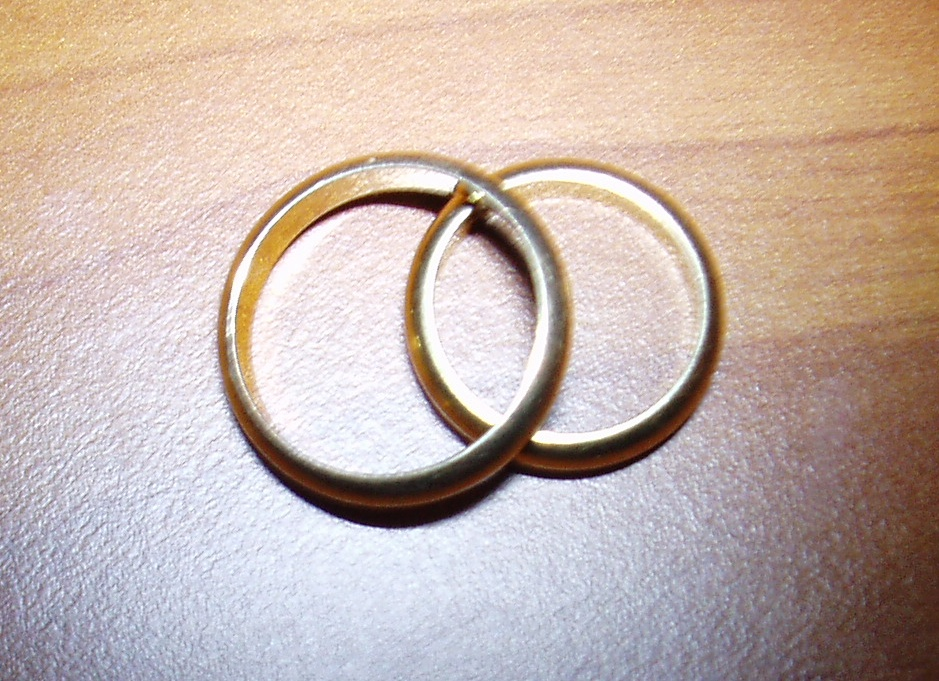
Fede nuziale classica

In molte culture, nel matrimonio è generalmente previsto che una donna prenda il cognome del marito, sebbene ciò non sia universale. Una donna sposata può indicare il suo stato civile in diversi modi: nella cultura occidentale una donna sposata indosserebbe comunemente una fede nuziale, ma in altre culture possono essere utilizzati altri indicatori dello stato civile. A una donna sposata viene comunemente assegnato il titolo onorifico di "Mrs", ma alcune donne sposate preferiscono essere chiamate "Ms", titolo che viene utilizzato anche di preferenza o quando lo stato civile di una donna è sconosciuto.

## Terminologia correlata
Una donna nel giorno del suo matrimonio viene solitamente descritta come sposa, anche dopo la cerimonia nuziale, mentre essere descritta come moglie è appropriato dopo il matrimonio o dopo la luna di miele. Se sta per sposare un uomo, il suo partner è conosciuto come lo sposo durante il matrimonio e all'interno del matrimonio è chiamato suo marito.
Nell'uso più antico, ancora seguito, ad esempio, dal rito cattolico romano, la parola sposa significa in realtà fidanzata e si applica fino allo scambio del consenso matrimoniale (l'atto di matrimonio vero e proprio); da quel momento in poi, anche mentre il resto della cerimonia stessa è in corso, la donna è una moglie, e non più una sposa, e gli sposi non sono più indicati come tali ma come gli sposi novelli.
"Moglie" si riferisce alla relazione istituzionalizzata con l'altro coniuge, a differenza di madre, termine che inserisce una donna nel contesto dei suoi figli. In alcune società, soprattutto storicamente, una concubina era una donna che aveva una relazione continua, di solito orientata al matrimonio, con un uomo che non poteva essere sposato con lei, spesso a causa di una differenza di stato sociale.
Il termine moglie è più comunemente applicato a una donna in un'unione sancita dalla legge (compresa la legge religiosa), non a una donna in un rapporto di convivenza informale, che può essere conosciuta come fidanzata, partner, convivente, amante ecc. Tuttavia, una donna in un cosiddetto matrimonio di diritto comune può descriversi come moglie di diritto comune, moglie di fatto o semplicemente moglie. Coloro che cercano di promuovere la neutralità di genere possono riferirsi a entrambi i partner come "coniugi" e molti paesi e società stanno riformulando il loro statuto sostituendo "moglie" e "marito" con "coniuge".

## Cessazione dello stato di moglie
Lo stato di moglie può cessare con il divorzio, l'annullamento o la morte del coniuge. In caso di divorzio, viene spesso utilizzata una terminologia come ex moglie. Quanto all'annullamento, tali termini non sono, in senso stretto, corretti, perché l'annullamento, a differenza del divorzio, è solitamente retroattivo, nel senso che un matrimonio annullato è considerato nullo fin dall'inizio quasi come se non fosse mai avvenuto. In caso di morte dell'altro coniuge si usa il termine vedova. Lo stato sociale di queste donne varia in base alla cultura, ma in alcuni luoghi possono essere soggette a pratiche potenzialmente dannose, dove per esempio le donne divorziate possono essere socialmente stigmatizzate. In alcune culture, la cessazione dello status di moglie rendeva la vita stessa priva di senso, come nel caso di quelle culture che praticavano il sati, un rituale funebre all'interno di alcune comunità asiatiche, in cui una donna rimasta vedova da poco si suicidava col fuoco, tipicamente sulla pira funeraria del marito.

## Diritti legali della moglie
I diritti legali di una moglie esistono dal 19º secolo, e sono tuttora, in molte giurisdizioni oggetto di dibattito. Questo argomento è stato affrontato in particolare da John Stuart Mill, in The Subjection of Women (1869). Storicamente, molte società hanno concesso ai mariti serie di diritti e obblighi che erano molto diverse dalle serie di diritti e obblighi dati alle mogli. In particolare, il controllo della proprietà coniugale, i diritti di successione e il diritto di dettare le attività dei figli del matrimonio sono stati tipicamente attribuiti ai coniugi maschi. Tuttavia, questa pratica è stata notevolmente ridotta in molti paesi nel ventesimo secolo e gli statuti più moderni tendono a definire i diritti e i doveri del coniuge senza riferimento al genere. Tra gli ultimi paesi europei a stabilire la piena parità di genere nel matrimonio c'erano Svizzera, Grecia, Spagna negli anni '80. In varie leggi matrimoniali in tutto il mondo, tuttavia, il marito continua ad avere autorità; ad esempio il codice civile iraniano afferma all'articolo 1105: "Nei rapporti tra marito e moglie, la posizione del capofamiglia è diritto esclusivo del marito".

## Scambi di beni o denaro

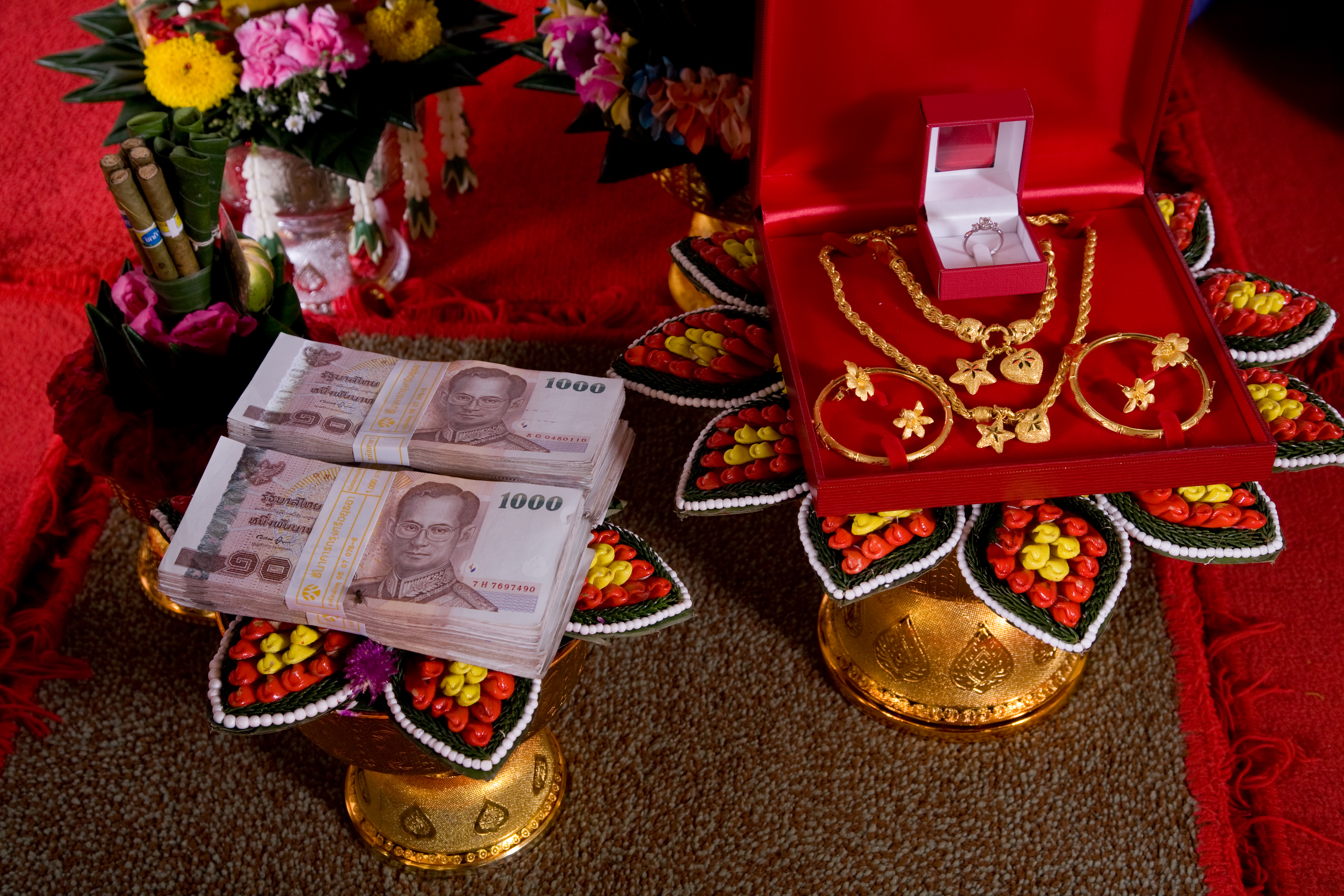
Una presentazione tradizionale e formale del prezzo della sposa a una cerimonia di fidanzamento thailandese

Tradizionalmente, e ancora in alcune parti del mondo, la sposa o la sua famiglia portano una dote al marito, oppure il marito o la sua famiglia pagano il prezzo della sposa alla famiglia di ella, o entrambi vengono scambiati tra le famiglie; oppure il marito paga una controdote alla moglie. Lo scopo della controdote varia in base alla cultura ed è variato storicamente. In alcune culture veniva pagato non solo per sostenere la costituzione di una nuova famiglia, ma serviva anche come condizione nel caso il marito avesse commesso gravi offese alla moglie, la controdote doveva essere restituita alla moglie o alla sua famiglia; ma durante il matrimonio la controdote era spesso resa inalienabile dal marito. In epoca moderna, le controdoti continuano a essere previste in alcune parti dell'Asia meridionale e i conflitti legati al loro pagamento a volte sfociano in violenze come la morte per dote e il rogo della sposa.

## Cambio di nome al momento del matrimonio
In alcune culture, in particolare nell'Occidente anglofono, le mogli cambiano spesso il cognome in quello del marito dopo il matrimonio. Per alcuni si tratta di una pratica controversa, a causa del suo legame con la dottrina storica della copertura e con i ruoli storicamente subordinati delle mogli. Altri sostengono che oggi questa sia semplicemente una tradizione innocua che dovrebbe essere accettata come una libera scelta. Alcune giurisdizioni considerano questa pratica discriminatoria e contraria ai diritti delle donne e l'hanno limitata o vietata; ad esempio, dal 1983, quando la Grecia ha adottato una nuova legge sul matrimonio che garantiva la parità di genere tra i coniugi, le donne in Grecia sono tenute a mantenere il loro nome di nascita per tutta la vita.

## Gravidanza
Tradizionalmente, e ancora in molte culture, il ruolo di moglie era strettamente legato a quello di madre, da una forte aspettativa che una moglie dovesse avere figli, mentre, al contrario, una donna non sposata non dovrebbe avere un figlio fuori dal matrimonio. Queste opinioni sono cambiate in molte parti del mondo. I bambini nati al di fuori del matrimonio sono diventati più comuni in molti paesi.
Sebbene alcune mogli in particolare nei paesi occidentali scelgano di non avere figli, tale scelta non è accettata in alcune parti del mondo. Nel nord del Ghana, ad esempio, il pagamento del prezzo della sposa implica l'obbligo di una donna di avere figli e le donne che usano il controllo delle nascite sono a rischio di minacce e coercizione. Inoltre, alcune religioni sono interpretate come richiedenti figli in matrimonio; ad esempio Papa Francesco nel 2015 ha affermato che scegliere di non avere figli sarebbe "egoistico".

## Differenze nelle culture

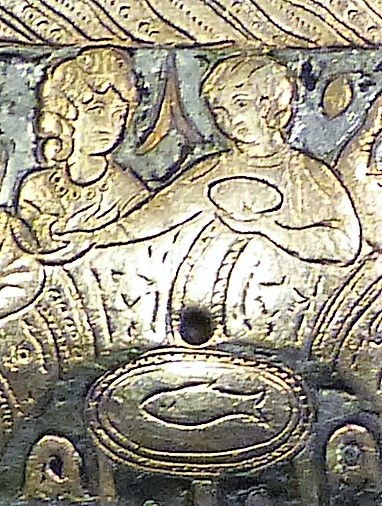
Seuso e sua moglie

### Antichità
Molte tradizioni come la controdote e il prezzo della sposa hanno lunghe tradizioni nell'antichità. Lo scambio di qualsiasi oggetto o valore risale alle fonti più antiche, e allo stesso modo l'anello nuziale è sempre stato usato come simbolo per mantenere la fede a una persona.

### Culture occidentali

#### Stato storico
Nell'antica Roma, l'imperatore Augusto introdusse la legislazione matrimoniale, la Lex Papia Poppaea, che premiava il matrimonio e la gravidanza. La normativa prevedeva sanzioni anche per i giovani che non si sposavano e per coloro che commettevano adulterio. Pertanto, il matrimonio e la procreazione furono stabiliti tra i venticinque e i sessanta anni per gli uomini e i venti e i cinquanta per le donne. Donne che erano Vestali, furono selezionate tra i 6 e i 10 anni per servire come sacerdotesse nel tempio della dea Vesta nel Foro Romano per 30 anni, dopodiché potevano sposarsi. Si sapeva che le donne nobili si sposavano all'età di 12 anni, mentre le donne delle classi inferiori avevano maggiori probabilità di sposarsi leggermente più avanti nell'adolescenza. Il diritto romano antico richiedeva che le spose avessero almeno 12 anni, uno standard adottato dal diritto canonico cattolico romano. Nell'antico diritto romano, i primi matrimoni con spose di età compresa tra 12 e 25 anni richiedevano il consenso della sposa e di suo padre, ma nel periodo tardo antico il diritto romano consentiva alle donne di età superiore ai 25 anni di sposarsi senza il consenso dei genitori. Il padre aveva il diritto e il dovere di cercare una coppia buona e utile per i suoi figli e poteva organizzare il fidanzamento di un figlio molto prima che lui o lei diventasse maggiorenne. Per promuovere gli interessi delle loro famiglie natali, le figlie dell'élite si sarebbero dovute sposate in famiglie rispettabili. Se una figlia poteva provare che il marito proposto è di cattivo carattere, poteva legittimamente rifiutare il matrimonio. L'età del legittimo consenso al matrimonio era di 12 anni per le ragazze e 14 per i giovani. Nella tarda antichità, la maggior parte delle donne romane sembra essersi sposata tra la tarda adolescenza e l'inizio dei vent'anni, ma le donne nobili si sposavano più giovani di quelle delle classi inferiori e ci si aspettava che una fanciulla aristocratica fosse vergine fino al suo primo matrimonio. Nella tarda antichità, secondo il diritto romano, le figlie ereditavano egualmente dai genitori se non veniva prodotto testamento. Inoltre, il diritto romano riconosceva la proprietà delle mogli come legalmente separata dalla proprietà dei mariti, così come alcuni ordinamenti giuridici in alcune parti dell'Europa e dell'America Latina coloniale.
Le culture cristiane affermano di essere guidate dal Nuovo Testamento per quanto riguarda il loro punto di vista sulla posizione della moglie nella società così come il suo matrimonio. Il Nuovo Testamento condanna il divorzio sia per gli uomini che per le donne (1 Cor 7,10-11), e presuppone la monogamia da parte del marito: la moglie deve avere il «proprio» marito, e il marito deve avere la «propria» moglie (1 Cor 7,2). In epoca medievale, questo significava che una moglie non doveva condividere il marito con altre mogli. Di conseguenza, il divorzio era relativamente raro nell'Occidente premoderno, in particolare nel periodo medievale e nella prima età moderna, e i mariti nel periodo romano, tardo medievale e della prima età moderna non prendevano pubblicamente più di una moglie.
In epoca premoderna, era insolito sposarsi solo per amore, anche se divenne un ideale in letteratura all'inizio del periodo moderno. Nel 12º secolo, la Chiesa cattolica romana cambiò drasticamente gli standard legali per il consenso coniugale consentendo alle figlie di età superiore ai 12 anni e ai figli di età superiore ai 14 anni di sposarsi senza l'approvazione dei genitori, anche se il loro matrimonio era stato fatto clandestinamente. Gli studi parrocchiali hanno confermato che le donne del tardo medioevo a volte si sposavano contro l'approvazione dei genitori. La politica della Chiesa cattolica romana di considerare validi i matrimoni clandestini e i matrimoni fatti senza il consenso dei genitori era controversa e nel XVI secolo sia la monarchia francese che la chiesa luterana cercarono di porre fine a queste pratiche, con scarso successo.
Il Nuovo Testamento non ha fatto dichiarazioni sui diritti di proprietà delle mogli, che in pratica erano influenzati più dalle leggi secolari che dalla religione. Il più influente nell'Occidente premoderno era il diritto civile, tranne nei paesi di lingua inglese dove il diritto comune inglese emerse nell'alto medioevo. Inoltre, il diritto consuetudinario locale ha influenzato i diritti di proprietà delle mogli; di conseguenza, i diritti di proprietà delle mogli nell'Occidente premoderno variavano ampiamente da regione a regione. Poiché i diritti di proprietà delle mogli e i diritti di eredità delle figlie variavano ampiamente da regione a regione a causa dei diversi sistemi legali, la quantità di proprietà che una moglie poteva possedere variava notevolmente. Secondo il sistema di common law inglese, che risale al tardo periodo medievale, le figlie e i figli minori erano generalmente esclusi dalla proprietà fondiaria se non veniva prodotto testamento. Secondo la common law inglese, esisteva un sistema in cui una moglie con un marito vivente ("feme couvert") poteva possedere piccole proprietà a proprio nome. Incapace di mantenersi facilmente, il matrimonio era molto importante per la condizione economica della maggior parte delle donne. Questo problema è stato ampiamente trattato in letteratura, dove la ragione più importante del potere limitato delle donne era la negazione di un'istruzione uguale e di pari diritti di proprietà per le donne. La situazione è stata valutata dal moralista conservatore inglese Sir William Blackstone: "Il marito e la moglie sono uno, e il marito è l'unico". I diritti di proprietà delle donne sposate nel mondo anglofono sono migliorati con il Married Women's Property Act del 1882 e modifiche legali simili, che consentivano alle mogli con mariti viventi di possedere proprietà a proprio nome. Fino alla fine del 20º secolo, le donne in alcune regioni o tempi potevano citare in giudizio un uomo quando le prendeva la verginità senza prenderla come moglie.
Se una donna non voleva sposarsi, un'altra opzione era entrare in convento come suora per diventare «sposa di Cristo», uno stato in cui la sua castità e sopravvivenza economica erano salvaguardate. Sia una moglie che una suora indossavano un copricapo cristiano, che proclamava il loro stato di protezione dai diritti del matrimonio. Molto più significativa dell'opzione di farsi suora, era l'opzione della zitella non religiosa in Occidente. Una donna nubile aveva il diritto di possedere proprietà e stipulare contratti a proprio nome. Come dimostrato per la prima volta da John Hajnal, nel XIX e all'inizio del XX secolo la percentuale di donne occidentali non clericali che non si sono mai sposate era tipicamente del 10-15%, una prevalenza del celibato femminile mai ancora documentata per nessun'altra grande civiltà tradizionale. Inoltre, le prime donne occidentali moderne si sposarono in età piuttosto elevata (in genere tra la metà e la fine dei vent'anni) rispetto ad altre importanti culture tradizionali. Molti studi sulla ricostruzione parrocchiale hanno dimostrato che l'età elevata al primo matrimonio per le donne occidentali è un modello di matrimonio occidentale tradizionale che risale almeno alla metà del XVI secolo.

#### Stato contemporaneo
Nel 20º secolo, il ruolo della moglie nel matrimonio occidentale è cambiato in due modi principali; il primo è stato il passaggio da una "istituzione al matrimonio in compagnia"; per la prima volta dal Medioevo, le mogli divennero entità giuridiche distinte, furono concesse loro proprietà e il permesso di citare in giudizio qualcuno. Fino ad allora, i partner erano un'unica persona giuridica, ma solo un marito poteva esercitare questo diritto, chiamato coverture. Il secondo cambiamento fu la drastica alterazione della vita familiare della classe media e alta, quando negli anni '60 queste mogli iniziarono a lavorare fuori casa, e con l'accettazione sociale dei divorzi la famiglia monoparentale e la famiglia adottiva o "famiglia mista" come un "matrimonio più individualizzato".
Oggi alcune donne possono indossare una fede nuziale per mostrare il proprio status di moglie.
Nei paesi occidentali in epoca moderna, le donne sposate di solito hanno un'istruzione, una professione ed esse (o i loro mariti) possono prendersi una pausa dal lavoro in un sistema legale di assistenza prenatale, congedo di maternità legale e possono ricevere l'indennità di maternità o un assegno di maternità. Lo status di matrimonio, a differenza delle donne incinte non sposate, consente al coniuge di essere responsabile del figlio e di parlare a nome della moglie; un partner è anche responsabile del figlio della moglie negli stati in cui si presume automaticamente che sia il genitore biologico legale. Viceversa, una moglie ha più autorità legale in alcuni casi quando parla a nome di un coniuge di quanta ne avrebbe se non fossero sposati, ad esempio quando il suo coniuge è in coma dopo un incidente, una moglie può avere il diritto di patrocinio. Se divorziano, anche lei potrebbe ricevere o pagare alimenti.

### Culture asiatiche

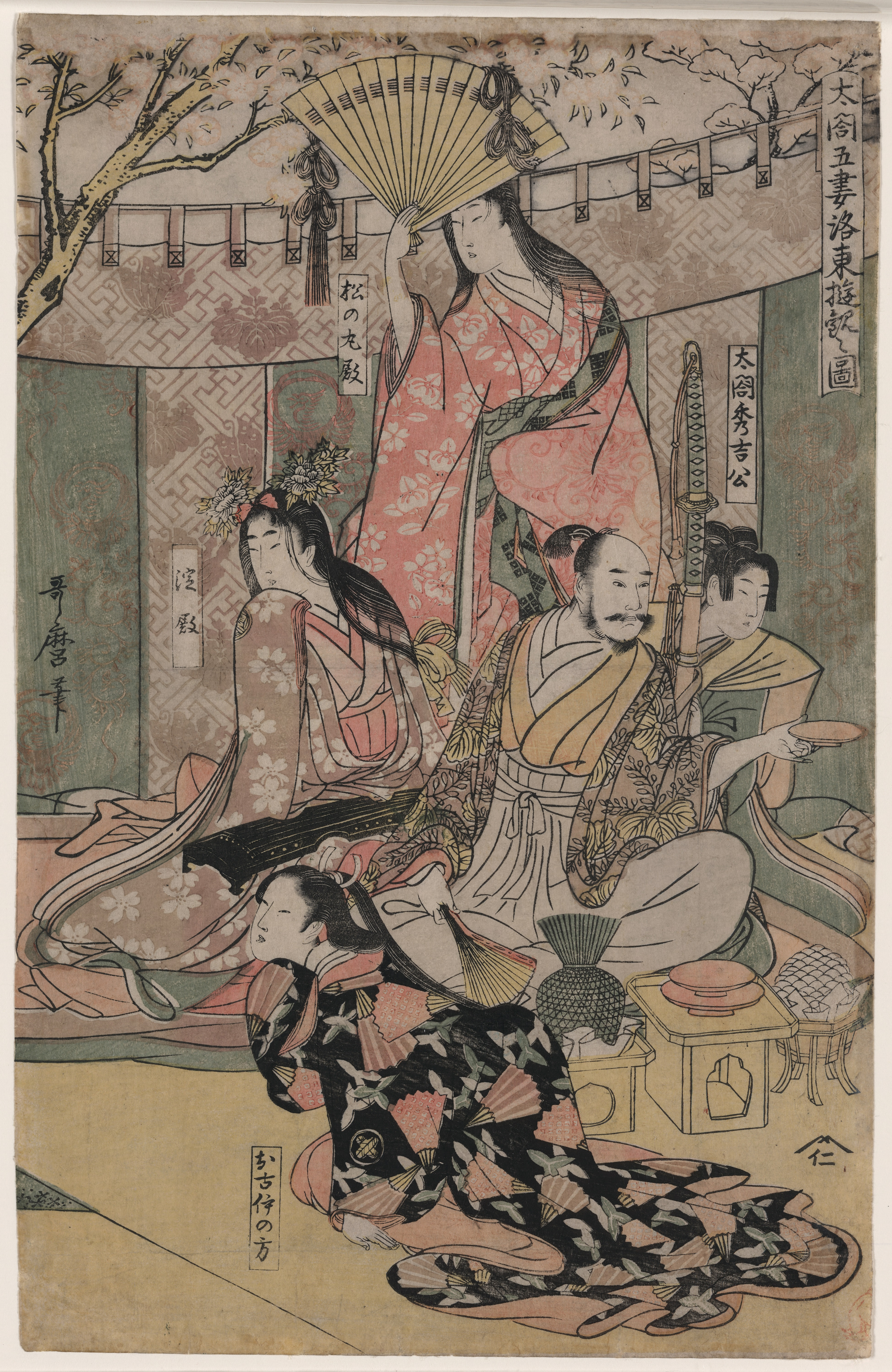
Samurai Toyotomi Hideyoshi del XVI secolo seduto con le sue mogli e concubine

#### Induismo
Nelle lingue indo-ariane, una moglie è conosciuta come Patni o Ardhangini ("la metà migliore"), che significa una donna che condivide tutto in questo mondo con suo marito e lui fa lo stesso, inclusa la loro identità. Le decisioni sono idealmente prese di comune accordo. Una moglie di solito si prende cura di qualsiasi cosa all'interno della sua famiglia, compresa la salute della famiglia, l'educazione dei figli, i bisogni dei genitori.
La maggior parte dei matrimoni indù nell'India rurale e tradizionale sono matrimoni combinati. Una volta trovata una famiglia adatta (famiglia della stessa cultura e situazione finanziaria), il ragazzo e la ragazza si vedono e parlano tra loro per decidere il risultato. Negli ultimi tempi però la cultura occidentale ha avuto una notevole influenza e le nuove generazioni sono più aperte all'idea di sposarsi per amore.
La legge indiana ha riconosciuto lo stupro, l'abuso sessuale, emotivo o verbale di una donna da parte del marito come crimini. Nell'induismo i coniugi hanno rispettivamente un solo marito o una moglie.
In India, le donne possono indossare un ornamento chiamato Mangalsutra (hindi: मंगलसूत्र), un tipo di collana, o anelli sulle dita dei piedi (che non sono indossati dalle donne single) per mostrare il loro status di donne sposate.

#### Buddismo e religioni popolari cinesi
Le leggi di famiglia cinesi furono cambiate dalla rivoluzione comunista; e nel 1950, la Repubblica popolare cinese ha promulgato una legge matrimoniale completa che include disposizioni che conferiscono ai coniugi uguali diritti per quanto riguarda la proprietà e la gestione della proprietà coniugale.

#### Giappone
In Giappone, prima dell'emanazione del Codice Civile Meiji del 1898, tutte le proprietà della donna, come la terra o il denaro, passavano al marito ad eccezione degli indumenti personali e di uno specchio.

## Moglie nelle religioni abramitiche

### Moglie nel cristianesimo
Il matrimonio cristiano, in quanto basato su insegnamenti e condizioni bibliche, deve essere tra una donna e un uomo, che Dio stesso si è unito a loro e che nessun essere umano deve separarli, secondo le parole di Cristo (Matteo 19:4-6). Il Nuovo Testamento afferma che una donna cristiana non sposata deve essere celibe o deve diventare la moglie cristiana di un marito per evitare l'immoralità sessuale e per la sua passione sessuale (1 Cor 7,1-2 e 8–9). Il Nuovo Testamento permette il divorzio di una moglie cristiana da un marito cristiano solo se ha commesso adulterio (Matteo 5:32). Una vedova cristiana di (ri)sposare un uomo di sua scelta (1 Cor 7,39) ma vieta a una cristiana divorziata di risposarsi perché se lo facesse commetterebbe adulterio (Matteo 5,32). In quanto tale deve rimanere nubile e celibe o riconciliarsi con il marito (1 Cor 7,1-2 e 8-9 e 1 Cor 7:10-11). Una moglie cristiana può divorziare da un marito non cristiano se questi vuole il divorzio (1 Cor 7,12-16). I mariti cristiani devono amare le loro mogli cristiane come Cristo ha amato la Chiesa (Efesini 5:25) e come Egli ama se stesso (Efesini 5:33). La moglie cristiana deve rispettare suo marito (Efesini 5:33). I mariti cristiani non devono essere severi con le loro mogli cristiane (Colossesi 3:19) e trattarle come un vaso delicato e con onore (1 Pietro 3:7).

### Moglie nell'Islam

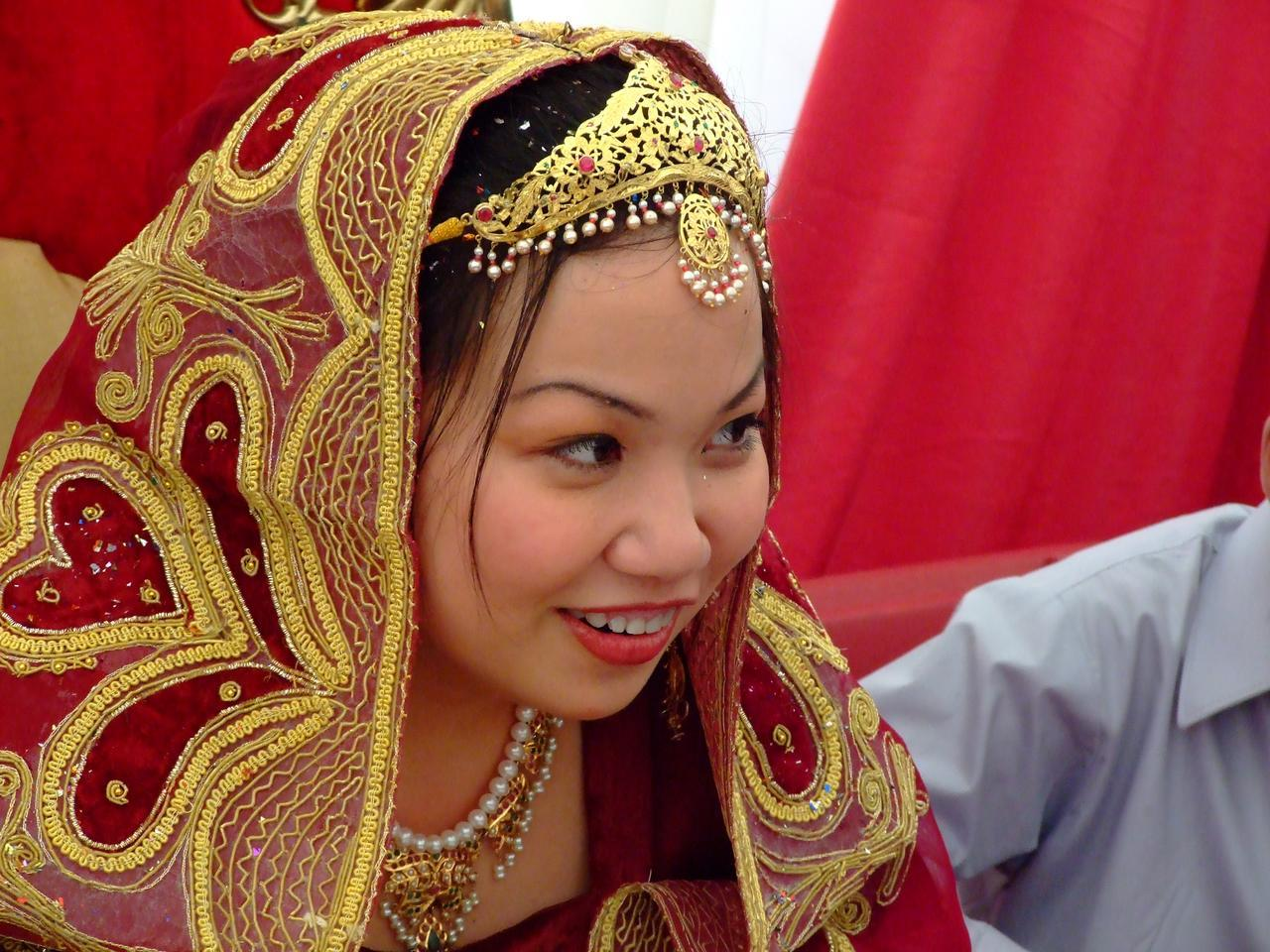
Una giovane sposa al suo nikah (matrimonio islamico)

Le donne nell'Islam hanno una serie di diritti e doveri. Il matrimonio avviene sulla base di un contratto matrimoniale. Il matrimonio combinato è relativamente comune nelle famiglie tradizionaliste, ad esempio nei paesi Musulmani.
Le donne in generale dovrebbero indossare abiti specifici, come affermato dagli hadith, come l'hijab, che possono assumere stili diversi a seconda della cultura del paese. Il marito deve pagare un mahr alla sposa, ossia denaro, terreni o altri beni.
Tradizionalmente, la moglie nell'Islam è vista come una persona casta e protetta che gestisce la casa e la famiglia. Ha il ruolo importante di crescere i bambini e allevare la prossima generazione di musulmani. Nell'Islam, è altamente raccomandato che la moglie rimanga a casa sebbene sia pienamente in grado di possedere proprietà o lavorare. Il marito è obbligato a spendere per la moglie facendo fronte a tutti i suoi bisogni mentre lei non è obbligata a spendere anche se è benestante. Si dice che Maometto abbia comandato a tutti gli uomini musulmani di trattare bene le loro mogli. C'è un hadith di Al-Tirmidhi, in cui si dice che Maometto abbia affermato: "I credenti che mostrano la fede più perfetta (...) sono quelli che sono i migliori con le loro mogli".
Tradizionalmente, le donne sposate musulmane non si distinguono dalle donne non sposate da un simbolo esteriore (come un anello nuziale). Tuttavia, le fedi nuziali delle donne sono state adottate in epoca moderna dalla cultura occidentale.

### Moglie nell'ebraismo

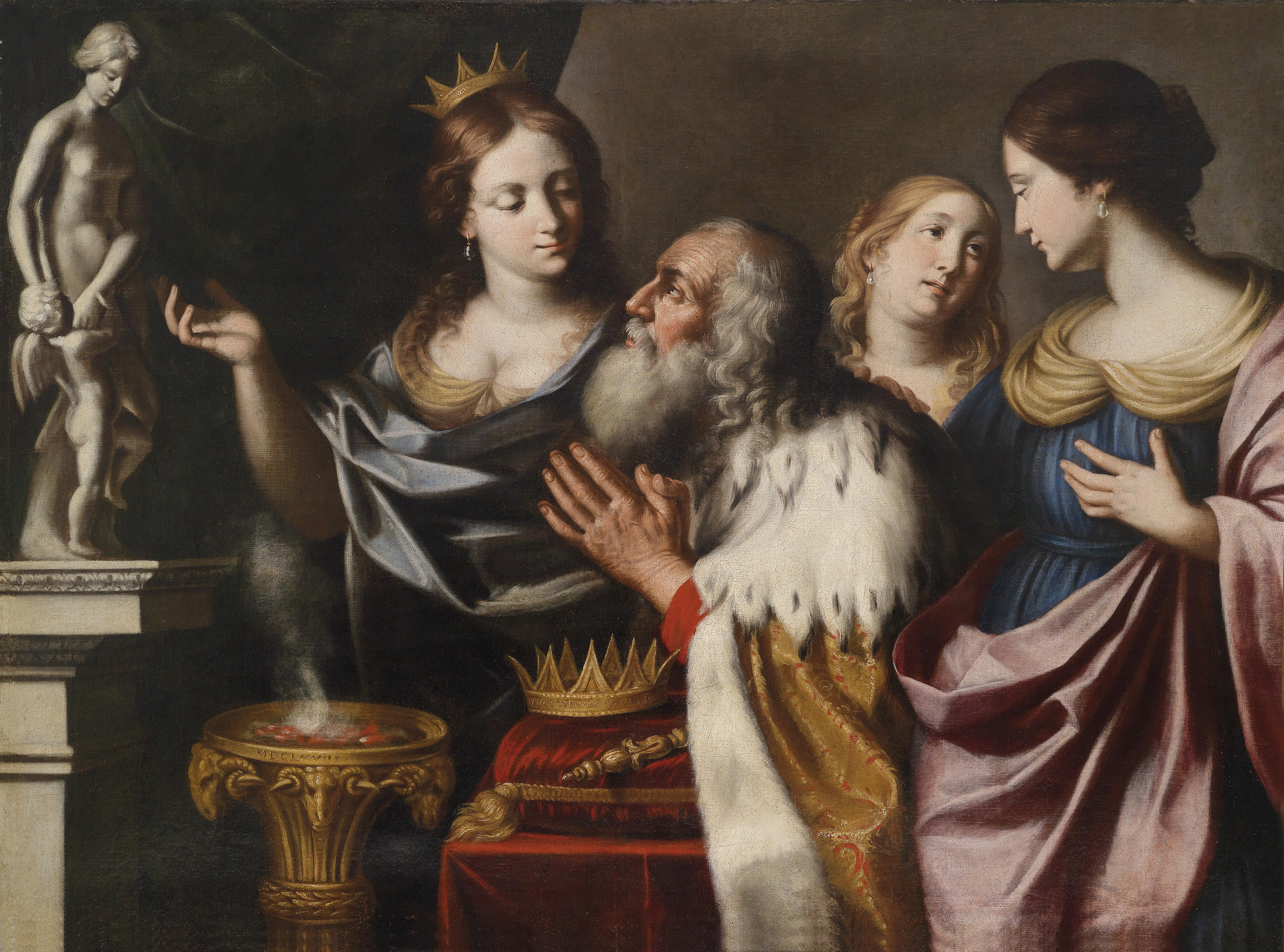
Re Salomone con 3 delle sue numerose mogli. Illustrato nel 1668 da Giovanni Venanzi di Pesaro. Secondo il racconto biblico, Salomone aveva un'ossessione per le donne e si innamorò di molte.

#### Ebraismo rabbinico
Le donne nell'ebraismo hanno una serie di diritti e doveri. Il matrimonio avviene sulla base di un contratto matrimoniale ebraico, chiamato Ketubah. C'è una sfumatura di matrimoni combinati e matrimoni d'amore nelle famiglie tradizionali.
Le donne sposate, nelle famiglie tradizionali, indossano abiti specifici, come il tichel.

#### Bibbia ebraica
Una volta un uomo di nome Sichem, un Hivve, offrì una dote per avere una moglie israelita, ma fu respinto, poiché lui stesso non era un israelita (Genesi 34).
Nell'antichità c'erano donne israelite che erano Giudice, Regina regnante, Regina reggente, Regina madre, Regina consorte e Profetessa: Debora era la moglie di un uomo israelita il cui nome era Lapidoth, che significa "torce". Debora era un giudice e una profetessa. Ester era la moglie ebrea di un re persiano di nome Ahasuerus. Ester era la regina consorte del re di Persia e allo stesso tempo era la regina regnante del popolo ebraico in Persia e della sua profetessa. Bathsheba era la regina consorte del re-profeta Davide e poi la regina madre del re-profeta Salomone. Si alzò dal trono quando lei entrò e si inchinò a lei e ordinò che fosse portato un trono e la fece sedere alla sua destra, il che è in netto contrasto con quando era la regina consorte e si inchinò al re-profeta Davide quando entrò. Il profeta Geremia ritrae una regina madre mentre partecipa al governo di suo figlio sul regno in Geremia 13:18-20. La moglie del profeta Isaia era una profetessa.

## Aspettativa di fedeltà e violenza legate all'adulterio
C'è un'aspettativa ampiamente diffusa, che è esistita per la maggior parte della storia documentata e nella maggior parte delle culture, che una moglie non debba avere rapporti sessuali con nessuno diverso dal suo marito legale. Una violazione di questa aspettativa di fedeltà viene comunemente definita adulterio o sesso extraconiugale. Storicamente, l'adulterio è stato considerato un reato grave, a volte un crimine e un peccato. Anche se così non fosse, potrebbe comunque avere conseguenze legali, in particolare come motivo di divorzio. L'adulterio può essere un fattore da considerare in un accordo immobiliare, può influenzare lo stato e la custodia dei figli; inoltre, l'adulterio può sfociare nell'ostracismo sociale in alcune parti del mondo. Inoltre, le regole di affinità del cattolicesimo, dell'ebraismo e dell'Islam vietano a un'ex moglie o vedova di intrattenere rapporti sessuali con i parenti dell'ex marito e nemmeno di sposarli.
A partire da settembre 2010, la lapidazione è una punizione legale in paesi come Arabia Saudita, Sudan, Iran, Yemen, Emirati Arabi Uniti e alcuni stati della Nigeria come punizione per zina al-mohsena ("adulterio di persone sposate").